# Neophytos Doukas

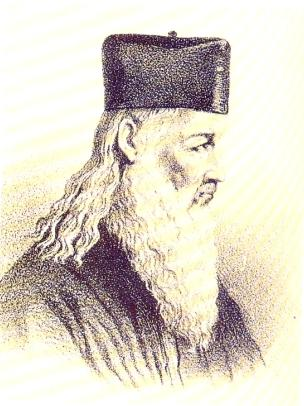
Neophytos Doukas

Neophytos Doukas oder Dukas (griechisch Νεόφυτος Δούκας; * 1760 in Ano Pedina, Ioannina, Osmanisches Reich; † 1845 in Athen) war ein griechischer Gelehrter, Priester und Autor. Er war eine der wichtigsten Personen der Diafotismos-Bewegung im modernen Griechenland. 
Geboren wurde er im Dorf Ano Pedina in Griechenland. Station machte er im Laufe seines Lebens in Wien und Bukarest, wo er unter anderem lehrte, bis ein Anschlag auf sein Leben ihn davon abhielt. Er schrieb an über 70 Büchern und trug zur Übersetzung und Überlieferung verschiedener antiker Philosophen bei.